# Saint-Didier-sur-Chalaronne
Saint-Didier-sur-Chalaronne és un municipi francès situat al departament de l'Ain i a la regió d'Alvèrnia-Roine-Alps. L'any 2007 tenia 2.617 habitants.

## Demografia

### Població
El 2007 la població de fet de Saint-Didier-sur-Chalaronne era de 2.617 persones. Hi havia 1.031 famílies de les quals 287 eren unipersonals (110 homes vivint sols i 177 dones vivint soles), 331 parelles sense fills, 350 parelles amb fills i 63 famílies monoparentals amb fills.
La població ha evolucionat segons el següent gràfic:
Habitants censats

### Habitatges
El 2007 hi havia 1.165 habitatges, 1.033 eren l'habitatge principal de la família, 60 eren segones residències i 72 estaven desocupats. 946 eren cases i 208 eren apartaments. Dels 1.033 habitatges principals, 696 estaven ocupats pels seus propietaris, 313 estaven llogats i ocupats pels llogaters i 25 estaven cedits a títol gratuït; 12 tenien una cambra, 82 en tenien dues, 190 en tenien tres, 276 en tenien quatre i 474 en tenien cinc o més. 780 habitatges disposaven pel capbaix d'una plaça de pàrquing. A 458 habitatges hi havia un automòbil i a 471 n'hi havia dos o més.

### Piràmide de població
La piràmide de població per edats i sexe el 2009 era:
| Homes | Edats   | Dones |
| ----- | ------- | ----- |
| 0     | 95 o +  | 0     |
| 0     | 90 a 94 | 4     |
| 4     | 85 a 89 | 24    |
| 8     | 80 a 84 | 16    |
| 36    | 75 a 79 | 68    |
| 56    | 70 a 74 | 56    |
| 44    | 65 a 69 | 76    |
| 68    | 60 a 64 | 44    |
| 60    | 55 a 59 | 68    |
| 68    | 50 a 54 | 68    |
| 56    | 45 a 49 | 80    |
| 112   | 40 a 44 | 64    |
| 84    | 35 a 39 | 120   |
| 96    | 30 a 34 | 48    |
| 68    | 25 a 29 | 72    |
| 44    | 20 a 24 | 44    |
| 64    | 15 a 19 | 48    |
| 104   | 10 a 14 | 96    |
| 76    | 5 a 9   | 76    |
| 84    | 0 a 4   | 60    |

## Economia
El 2007 la població en edat de treballar era de 1.625 persones, 1.204 eren actives i 421 eren inactives. De les 1.204 persones actives 1.120 estaven ocupades (616 homes i 504 dones) i 85 estaven aturades (31 homes i 54 dones). De les 421 persones inactives 153 estaven jubilades, 136 estaven estudiant i 132 estaven classificades com a «altres inactius».

### Ingressos
El 2009 a Saint-Didier-sur-Chalaronne hi havia 1.060 unitats fiscals que integraven 2.654 persones, la mediana anual d'ingressos fiscals per persona era de 17.538 €.

### Activitats econòmiques
Dels 153 establiments que hi havia el 2007, 1 era d'una empresa extractiva, 2 d'empreses alimentàries, 15 d'empreses de fabricació d'altres productes industrials, 30 d'empreses de construcció, 40 d'empreses de comerç i reparació d'automòbils, 4 d'empreses de transport, 7 d'empreses d'hostatgeria i restauració, 1 d'una empresa d'informació i comunicació, 11 d'empreses financeres, 5 d'empreses immobiliàries, 16 d'empreses de serveis, 14 d'entitats de l'administració pública i 7 d'empreses classificades com a «altres activitats de serveis».
Dels 42 establiments de servei als particulars que hi havia el 2009, 1 era una oficina de correu, 2 oficines bancàries, 4 tallers de reparació d'automòbils i de material agrícola, 1 taller d'inspecció tècnica de vehicles, 1 autoescola, 5 paletes, 4 guixaires pintors, 5 fusteries, 4 lampisteries, 5 electricistes, 1 empresa de construcció, 2 perruqueries, 1 veterinari, 4 restaurants, 1 tintoreria i 1 saló de bellesa.
Dels 13 establiments comercials que hi havia el 2009, 1 era un hipermercat, 2 fleques, 2 carnisseries, 1 una peixateria, 2 botigues de roba, 2 drogueries i 3 floristeries.
L'any 2000 a Saint-Didier-sur-Chalaronne hi havia 43 explotacions agrícoles que ocupaven un total de 1.275 hectàrees.

## Equipaments sanitaris i escolars
El 2009 hi havia 1 farmàcia i 2 ambulàncies.
El 2009 hi havia 2 escoles elementals. Saint-Didier-sur-Chalaronne disposava d'un col·legi d'educació secundària amb 638 alumnes.

## Poblacions més properes
El següent diagrama mostra les poblacions més properes.